# Fitomorfo

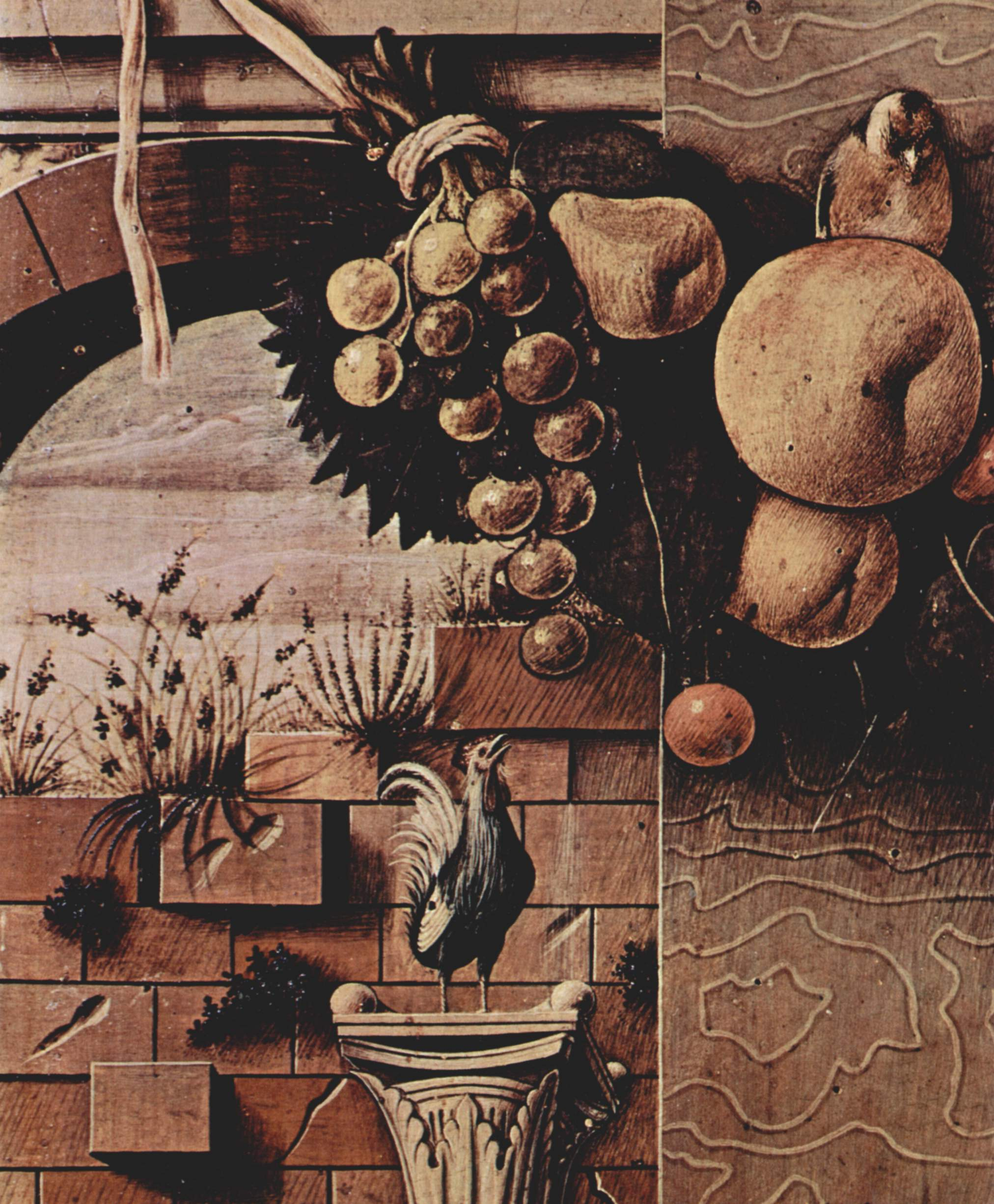
Festone (Carlo Crivelli)

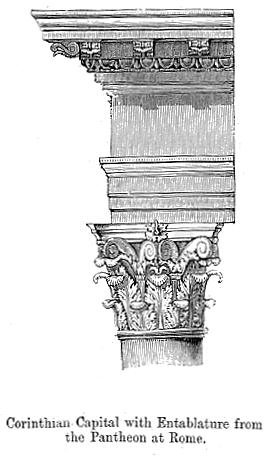
Ordine corinzio con fitomorfo di foglie d'acanto in un'incisione del portico del Pantheon, Roma.

Il fitomorfo è una decorazione artistica che ha aspetto o forma vegetale, usata in particolare per ornamenti scultorei, architettonici, pittorici e vasellame. Tipici esempi sono i festoni, le grottesche e i fregi dei capitelli corinzi con foglie d'acanto.
L'etimologia del termine deriva dal greco antico ϕυτόν  (fiton, trad. pianta, vegetale) e μορϕή (morfé, trad. forma), quindi "a forma di pianta".